# Художник-постановщик
В кино и на телевидении художник-постановщик (англ. production designer) — человек, ответственный за общую эстетику повествования. Производственный дизайн даёт зрителям представление о периоде времени, местоположении сюжета, а также действиях и чувствах персонажа. Работая напрямую с режиссёром, оператором и продюсером, художники-постановщики играют ключевую творческую роль в создании кино и телевидения. Термин «production designer» был придуман Уильямом Кэмероном Мензисом, когда он работал над фильмом «Унесенные ветром». Профессию обычно путают с арт-директорами, так как они имеют схожие обязанности. Художники-постановщики определяют визуальную концепцию и занимаются многочисленной и разнообразной логистикой кинопроизводства, включая графики, бюджеты и персонал. Арт-директора управляют процессом создания визуальных эффектов, который делают концептуальные художники, графические дизайнеры, сценографы, художники по костюмам, дизайнеры освещения и т. д. Художник-постановщик и арт-директор возглавляют команду людей, чтобы помочь с визуальной составляющей фильма. В зависимости от размера производства в состав остальной части команды могут входить декораторы, покупатели, костюмеры, помощники, графические дизайнеры, проектировщики, производители реквизита и сценографы.

## Процесс

### В кино
- Художник-постановщик читает сценарий и выделяет категории на основе необходимых визуальных компонентов, таких как интерьер, экстерьер, местоположение, графика, транспортные средства и т. д. Обсуждение с режиссёром имеет важное значение в начале процесса проектирования производства. В ходе этой дискуссии художник-постановщик уточняет подход и фокус, необходимые для визуального оформления каждой сцены.
- Художник-постановщик переходит к исследованиям, которые важны в каждом процессе проектирования. Они будут использовать «доску настроения» («мудборд[англ.]»), помещая на неё изображения, эскизы, вдохновения, образцы цветов, фотографий, текстиль и т. д., которые помогут с проработкой идей и предпочтений. Изучение периода времени действия, места и культуры также помогает проработать идею. Кроме того, художник-постановщик должен спланировать создание правдоподобного оформления в рамках бюджета, поэтому важно, чтобы результат работы рассказывал о персонаже или способствовал развитию сюжета, а не был наполнен неоправданными и излишними декорациями. Кроме того, это также влияет на место съёмок, будь то в студии или в отдельной локации.
- Художник-постановщик следит за тем, чтобы все визуальные компоненты фильма были законченными на всех этапах производственного процесса.

### В анимации
- На предподготовительном этапе производства (режиссёрский период) художник-постановщик создаёт концепты персонажей и рисунков заднего плана. Совместно с режиссёром подбирает художников-ассистентов: художника по персонажам, художника по фонам, при необходимости художника для создания компоновок (ключевых кадров анимации) на основе режиссёрской раскадровки.

- В подготовительный период производства, художник-постановщик организует и контролирует работу по созданию фонов для начальных сцен фильма, разработке персонажей, подготовке исходных компоновок для художника-аниматора.

- В производственный период, художник-постановщик организует и контролирует производственные процессы от прорисовки до заливки. При этом цех анимации и черновой фазовки подчиняется исключительно режиссёру-постановщику.

В зависимости от объёма работы на конкретном анимационном фильме, художник-постановщик может принимать непосредственное участие в создании фонов, чистовых режиссёрских компоновок, разработке персонажей.

## Важность художника-постановщика
Джейн Барнуэлл утверждает, что место, в котором существуют персонажи, даёт информацию о них и повышает плавность хода повествования. Однако это не означает, что декорации или костюмы должны быть чрезвычайно детализированы и перегружены информацией. Задача состоит в том, чтобы зритель не замечал этих элементов, что, впрочем, и является задачей производственного дизайна. Джон Бурстин заявляет в своей книге «Making Movies Work Thinking Like a Filmmaker», что фон, движение камеры или даже звуковой эффект считаются хорошо выполненными, если зритель не замечает их присутствия.

## Общества и профсоюзные организации
В США и Британской Колумбии художники-постановщики представлены несколькими местными профсоюзами «Международного альянса работников театральной сцены» (IATSE). Local 800, Гильдия арт-директоров, представляет художников-постановщиков в США, за исключением Нью-Йорка и его окрестностей. Эти члены представлены организацией Local 829, United Scenic Artists. В остальной части Канады художники-постановщики представлены «Гильдией директоров Канады». В Великобритании сотрудники художественного отдела представлены несоюзной «Гильдией художников британского кино».
Кредит на разработку производственного оформления должен запрашиваться продюсером фильма до завершения операторских работ и представляться в «Совет директоров Гильдии арт-директоров» для утверждения кредита.